# Lilian Faithfull
Lilian Mary Faithfull CBE (* 12. März 1865 in Hoddesdon; † 2. Mai 1952 in Cheltenham) war eine britische Hochschullehrerin und Frauenrechtlerin. Von 1895 bis etwa 1907 war sie erste Präsidentin der Ladies’ Hockey Association. 1946 gründete sie in Cheltenham die Old People’s Housing Society, die weiterhin unter dem Namen Lilian Faithfull Homes Seniorenheime betreibt.

## Biographie

### Frühe Jahre und Ausbildung
Lilian Faithfull war eines von acht Kindern von Francis Faithfull, einem Angestellten der Worshipful Company of Merchant Taylors. Sie war das zweitjüngste von sechs Mädchen und zwei Jungen. Ihre Mutter, Edith Lloyd, erzog die Kinder und schrieb zudem an einer History of England sowie an Zeitschriftenartikeln. Die Familie lebte in einem Landhaus der oberen Mittelklasse in Hertfordshire. Lilian Faithfull wurde als einziges Mädchen in The Grange in Hoddesdon unterrichtet, einer Vorbereitungsschule für Eton und Rugby, und später zu Hause von ihrer Mutter und einer Gouvernante. Emily Faithfull, eine frühe Frauenrechtsaktivistin, war ihre Cousine.
Ab 1883 besuchte Faithfull das Somerville College der University of Oxford für Frauen, vier Jahre nach seiner Gründung. Sie war erste Kapitänin des Hockey-Teams der Frauen sowie College-Meisterin in Tennis. 1887 schloss sie ihr Studium in Englisch ab. 1905 erlangte sie einen ad eundem degree am Dubliner Trinity College, den das College an Absolventinnen von Oxford und Cambridge vergab, da diese Universitäten die Frauen zwar zum Studium zuließen, ihnen aber Abschlüsse verweigerten. Da die Studentinnen dafür mit dem Schiff die Irische See überqueren mussten, wurden sie „Steamboat Ladies“ (Dampfschiff-Damen) genannt. Die Mitglieder dieser Gruppe engagierten sich in den folgenden Jahren für die universitäre Ausbildung weiterer Frauen.

### Beruflicher Werdegang

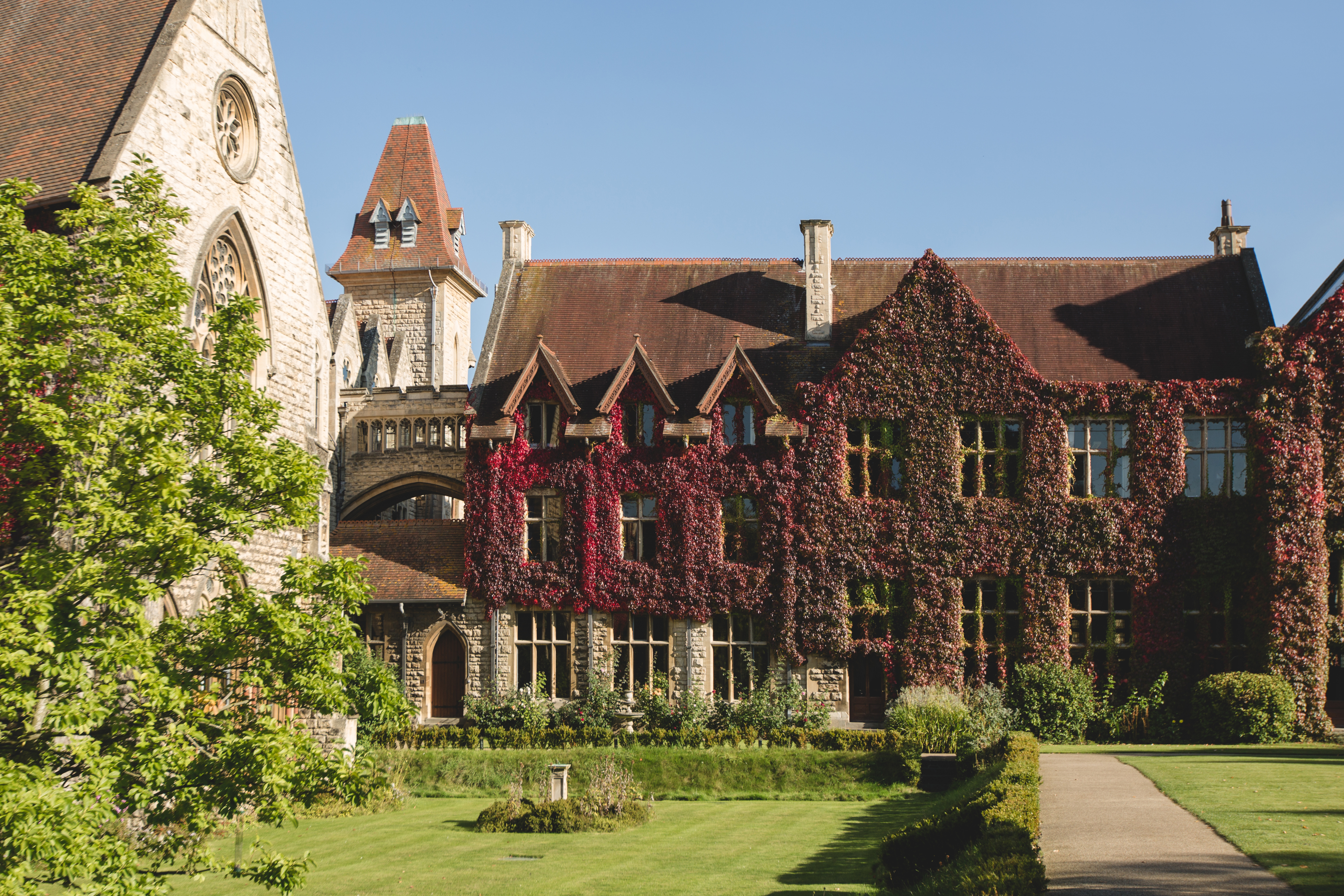
Das Cheltenham Ladies’ College, dessen Rektorin Lilian Faithfull 15 Jahre lang war

Zwischen 1887 und 1888 unterrichtete Lilian Faithfull an der Oxford High School und war Sekretärin der Rektorin von Somerville, Madeleine Shaw Lefevre. Von 1889 bis 1894 war sie Dozentin am Royal Holloway College und wechselte dann an das King’s College London, wo sie für die nächsten 13 Jahre stellvertretende Leiterin der Frauenabteilung war. Faithfull beschrieb ihre dortige Position als eine „der beglückendsten für Frauen in England“.
1891 wurde der Vorschlag von Lilian Faithfull, Frauen, die für Oxford oder University of Cambridge in Wettbewerben zwischen den Colleges angetreten waren, wie ihre männlichen Kollegen mit speziellen Abzeichen, sogenannten Blues, auszuzeichnen, umgesetzt. Von 1895 bis mindestens 1907 war Faithfull erste Präsidentin der Ladies’ Hockey Association.
Faithfull war der Meinung, dass Kochen, Wäschewaschen und Hygiene als wissenschaftliche Fächer auf dem Lehrplan stehen sollten, um die Unterscheidung zwischen berufstätigen Frauen und solchen, die „Hauswirtschaft“ studierten, aufzuheben. Faithfull in einer Diskussion im Jahr 1911: „Der alte ‚Blaustrumpf-Typ‘, der stolz darauf war, nicht nähen oder flicken zu können, und der Kochen als erniedrigend und unter seiner Würde ansah, spricht niemanden mehr an  … Wir wollen, dass unsere Mädchen zu vernünftigen, methodischen, praktischen Frauen heranwachsen, die in der Lage sind, die vielfältigen häuslichen Pflichten intelligent und praktisch zu bewältigen.“
1907 wurde Faithfull Rektorin des Cheltenham Ladies’ College, als welche sie 15 Jahre lang fungierte. 1920 wurde sie Friedensrichterin für Cheltenham und damit eine der ersten weiblichen Magistrate in England. Sie engagierte sich als Sozialarbeiterin für die Armen in London und war Vorsitzende eines Komitees zur Verbesserung der Ernährung von Kindern. 1946 gründete sie die Old People’s Housing Society in Cheltenham, die später in Lilian Faithfull Homes umbenannt wurde. Bei der Gründungsversammlung der Unterstützer erklärte sie: „Es muss etwas getan werden!“, nachdem sie gesehen hatte, wie die alten Menschen in Cheltenham nach dem Krieg litten. Das galt insbesondere für verwitwete oder alleinstehende Frauen, die in den Ruhestand gingen und ihre Dienstwohnungen verlassen mussten.
Lilian Faithfull war das Vorbild für die Figur der Helen Butterfield in The Constant Nymph, einem Roman von Margaret Kennedy, einer ehemaligen Schülerin von Cheltenham, aus dem Jahr 1924. Sie wurde als eine der ersten Frauen Fellow des King’s College. 1926 wurde Faithfull zum Commander of the Order of the British Empire ernannt. Sie hat nie geheiratet.
Lilian Faithfull starb am 2. Mai 1952 in Faithfull House im Alter von 87 Jahren und wurde in Cheltenham bestattet.

## Publikationen
- 1903: Selections from the Poems of H. W. Longfellow. Mit einem Vorwort von Lilian M. Faithfull
- 1908: School hymns for use in the Cheltenham Ladies' College
- 1923: Some Addresses
- 1924: In the House of My Pilgrimage (reprinted 1925). Faithfulls Erinnerungen an ihre Zeit am Cheltenham Ladies’ College
- 1927: You and I. Saturday talks at Cheltenham
- 1928: The Pilgrim and Other Poems
- 1940: The Evening Crowns the Day. Reminiscences.